# Molgula dextrocarpa
Molgula dextrocarpa is een zakpijpensoort uit de familie van de Molgulidae. De wetenschappelijke naam van de soort werd in 1974 voor het eerst geldig gepubliceerd door het echtpaar Claude en Francoise Monniot.